# Хведченя Сергій Борисович
Сергій Борисович Хведченя (*13 вересня 1954, Київ) — український історик, географ, картограф, кандидат географічних наук, старший науковий співробітник, кавалер ордена Преподобного Нестора Літописця І ступеня, ордена Преподобного Агапіта Печерського ІІІ ступеня, ордена Преподобного Іллі Муромця ІІІ ступеня

## Біографія
Сергій Хведченя народився 13 вересня 1954 року в Києві, в родині службовців.
У 1971 році закінчив середню школу № 85 міста Києва.
У 1972 році вступив до Київського топографічного технікуму Головного управління геодезії та картографії при РМ СРСР, який закінчив з відзнакою в 1975 році з кваліфікацією технік-топограф.
У 1976 році вступив до Київського державного університету імені Тараса Шевченка, який закінчив у 1981 році за фахом «картографія» з кваліфікацією географ-картограф. З 1981 по 1993 рік працював у Науково-дослідному секторі Київського державного університету імені Тараса Шевченка, на кафедрі геодезії та картографії географічного факультету. Займався проблемами вивчення і збереження унікальних пам'яток культурної спадщини минулих століть. Брав участь у розробці картографічних та геодезичних методів дослідження еволюції рукотворних релігійних печер. Створив сучасні картографічні зображення штучних підземель, розробив систему карт для їх комплексного дослідження. Створив тривимірні плани лаврських печер, що сприяло розробці комплексу ефективних заходів з їх вивчення та збереження. Удосконалив методику спільного дослідження різночасних картографічних зображень пам'яток історії та культури.
У 1989 році захистив кандидатську дисертацію за темою «Застосування картографічного методу для вивчення та охорони пам'яток історії та культури (на прикладі підземних лабіринтів Києво-Печерського історико-культурного заповідника)» за спеціальністю «картографія». У травні 1989 року рішенням Ради при Відділенні географії Інституту геофізики АН УРСР Сергій Хведченя отримав вчений ступінь кандидата географічних наук. У січні 1993 року йому присвоєно вчене звання старшого наукового співробітника за спеціальністю «картографія».
З 1993 року по теперішній час працює в Інституті історії України Національної академії наук України, у відділі спеціальних галузей історичної науки та електронних інформаційних ресурсів, на посаді старшого наукового співробітника. Сергій Хведченя є відповідальним секретарем наукового збірника Інституту історії України «Історико-географічні дослідження в Україні».
Коло наукових інтересів Сергія Хведчені — історична географія, історична картографія, краєзнавство, вивчення та охорона пам'яток історії та культури, історія Православної Церкви.

## Нагороди
- Золота медаль і диплом Академії наук СРСР для молодих вчених за цикл робіт «Застосування картографічного і геодезичного методу для вивчення та охорони пам'яток історії та культури» (15 вересня 1992).
- Православний орден Преподобного Агапіта Печерського ІІІ ступеня і грамота митрополита Київського і всієї України, Предстоятеля Української Православної Церкви за серію книг з історії Києво-Печерської лаври (14 жовтня 2005).
- Православний орден Преподобного Іллі Муромця ІІІ ступеня і грамота митрополита Київського і всієї України за заслуги перед Українською Православною Церквою та з нагоди 60-річчя від Дня народження (2 листопада 2014).
- Православний орден Преподобного Нестора Літописця І ступеня і грамота митрополита Київського і всієї України за заслуги перед Українською Православною Церквою та з нагоди 65-річчя від Дня народження (20 серпня 2020).

## Монографії
- Хведченя С. Б. Старовинні карти розкривають таємниці лаврських печер. — К.: Знання, 1991. — 32 с. — ISBN 5-7770-0315-х
- Хведченя С. Б. Киево-Печерская лавра: пещеры, легенды, клады. — К.: Ин-т истории Украины, 1999. — 213 с. — ISBN 966-02-0949-9
- Хведченя С. Б. Киево-Печерская лавра: пещеры, легенды, клады. — 2-е изд., перераб. и доп. — К.: Географика, 2001. — 242 с. — ISBN 966-02-0949-9
- Хведченя С. Б. Святые и святыни Киево-Печерской лавры. — К.: Географика, 2001. — 190 с. — ISBN 966-02-2065-0
- Хведченя С. Б. Тайны Киево-Печерской лавры: пещеры и сокровища. — К.: Географика, 2001. — 190 с. — ISBN 966-95365-2-9
- Хведченя С. Б. Таємниці лаврських святинь. — К.: Географіка, 2004. — 284 с. — ISBN 966-95365-3-7
- Хведченя С. Б. Тайны Киево-Печерской лавры: пещеры и клады. — К.: Географика, 2004. — 190 с. — ISBN 966-95365-2-9
- Хведченя С. Б. Илья Муромец — святой богатырь. — К.: Географика, 2005. — 242 с. — ISBN 966-8684-11-7
- Хведченя С. Б. Київ: архітектура, історія. — СПб.: Яркий город, 2006. — 160 с. Видана на семи мовах. — ISBN 5-9663-0040-2

## Наукові статті
Сергій Хведченя написав і опублікував близько 100 наукових статей з історії, географії, картографії, топографії та геодезії.
- Хведченя С. Б. Геодезические наблюдения на территории Киево-Печерского заповедника // Геодезия и картография. — М., 1984. — № 1. — С. 25–26. В соавт.
- Хведченя С. Б. Трехмерное картографирование подземных памятников истории и культуры // Геодезия и картография. — М., 1987. — № 1. — С. 49–50.
- Хведченя С. Б. Применение картографического метода исследования для охраны подземных памятников истории и культуры // Геодезия, картография и аэрофотосъемка. — К., 1989. — Вып. 50. — С. 121—126.
- Хведченя С. Б. Определение крена Большой лаврской колокольни Киево-Печерского заповедника // Геодезия и картография. — М., 1989. — № 9. — С. 32–34. В соавт.
- Хведченя С. Б. Карты для изучения и охраны памятников истории и культуры // Геодезия и картография. — М., 1990. — № 9. — С. 42–44.
- Хведченя С. Б. Картографическое изучение Ближних и Дальних пещер // Проблемы охраны памятников архитектуры Киево-Печерской лавры. — К., 1991. — С. 45–48.
- Хведченя С. Б. Картографічний літопис лаврських печер // Історико-географічні дослідження в Україні. — К., 1992. — С. 21–26.
- Хведченя С. Б. Методологические проблемы применения старинных карт в географических исследованиях // Методологические проблемы современной географии. — К., 1993. — С. 160—163.
- Хведченя С. Б. Найдавніші плани українських монастирів // Пам'ятки України: історія та культура. — К., 1996. — № 2. — С. 78–80.
- Хведченя С. Б. Київ, Львів, Одеса, Батурин, Глухів, Чигирин, Підляшшя, Покуття, Пониззя, Західна Україна, Асканія-Нова, Боспор, Кафа, Таврія / Малий словник історії України. — К.: Наук. думка, 1997.
- Хведченя С. Б. Картографічне забезпечення пам'яткознавства // Спеціальні історичні дисципліни: питання теорії та методики. — К., 1997. — С. 244—251.
- Хведченя С. Б. Українські православні монастирі: деякі аспекти заснування // Спеціальні історичні дисципліни: питання теорії та методики. — К., 2000. — Вип. 10. — С. 100—114.
- Хведченя С. Б. Билинний епос Київської Русі як джерело для історичної географії // Історико-географічні дослідження в Україні. — К., 2001. — Число 5. — С. 30–37.
- Хведченя С. Б. Останні штрихи до історичного портрета Іллі Муромця, святого Києво-Печерської лаври // Історико-географічні дослідження в Україні. — К., 2003. — Число 6. —С. 136—150. В співавт.
- Хведченя С. Б. Історико-картографічний аспект у вивченні пам'яток історії та культури України // Історико-географічні дослідження в Україні. — К., 2004. — Число 7. — С. 103—117.
- Хведченя С. Б. Рукотворні підземелля України як пам'ятки історії та культури (краєзнавчий і картографічний аспекти) // Український історичний журнал. — К., 2005. — № 5. — С. 174—190.
- Хведченя С. Б. Історична картографія та історичне картознавство // Спеціальні історичні дисципліни: питання теорії та методики. — К., 2006. — Число 14. — С. 435—441.
- Хведченя С. Б. Святий Володимир і преподобний богатир Ілля Муромець // Хрестителі землі Руської. Хроніка 2000. — К., 2007. — № 69–70. — С. 534—549.
- Хведченя С. Б. Варязька печера — унікальна пам'ятка історії та культури Київської Русі // Історико-географічні дослідження в Україні. — К., 2007. — Число 10. — С. 64–101.
- Хведченя С. Б. Історико-географічні та історико-картографічні дослідження в Інституті історії України НАН України // Кубань–Україна: питання історико-культурної взаємодії. — Вип. 2. — Краснодар, 2007. — С. 17–32. У співавт.
- Хведченя С. Б. Історична картографія / Спеціальні історичні дисципліни: довідник, навч. посіб. для студ. вищ. навч. закл. І. Н. Войцехівська (кер. авт. кол.), В. В. Томазов, М. Ф. Дмитрієнко та ін. — К.: Либідь, 2008. — С. 297—303.
- Хведченя С. Б. Давньоісландські саґи як джерело з історичної географії: Подорож Торвальда Кодранссона у Святу Землю і його перебування на теренах Русі (початок ХІ ст.) // Український історичний журнал. — К., 2009. — № 5. — С. 200—214.
- Хведченя С. Б. Билини, Большому чертежу книга, Видубичі, Густинський Свято-Троїцький монастир, Збруч, Зимненський Свято-Успенський Святогорський монастир, Лаврська іконописна та малярна майстерня / Енциклопедія історії України. — К.: Наук. думка, 2003—2009. — Т. 1–6.
- Хведченя С. Б. «Шлях із Варягів у Греки»: історико-географічний аспект // Спеціальні історичні дисципліни: питання теорії та методики. — К., 2012. — Число 19. — С. 148—168.
- Хведченя С. Б. Стародавні кораблі на Дніпровському шляху (за матеріалами експозиції Музею дракарів, Осло, Норвегія) // Спеціальні історичні дисципліни: питання теорії та методики. — К., 2013. — Число 22–23. — С. 208—238.